# 島田一男
島田 一男（しまだ かずお、1907年5月15日 - 1996年6月16日）は日本の小説家、脚本家。

## 人物
京都府京都市出身。明治大学中退。1931年に「満洲日報」に入社し新聞記者となり、敗戦までの約15年間をほぼ従軍記者として過ごす。終戦後は同社の社員たちと「大陸情報通信社」を設立、在満邦人の引揚げ運動に尽力する傍ら執筆活動を続けた。
1946年に短編「殺人演出」が雑誌「宝石」の第1回短編懸賞に入選し、翌年掲載される。
デビュー当初は『古墳殺人事件』や『錦絵殺人事件』のような衒学的な本格推理を得意としていたが、1949年からは自身の経験を生かした新聞記者ものの推理小説を書き始め、1951年に短編「社会部記者」（別題「午前零時の出獄」）「遊軍記者」、「新聞記者」、「風船魔」で第4回探偵作家クラブ賞を受賞する。
島田は、山田風太郎、高木彬光、香山滋、大坪砂男との五人で「探偵小説界の戦後派五人男」と呼ばれた。また、1950年、山田風太郎、高木彬光、香山滋らと新人探偵作家の会「鬼クラブ」を結成して、同人誌『鬼』を刊行した。
1958年から約8年間、NHKのTVドラマ「事件記者」の脚本を担当する。
1971年に松本清張の後を受けて、日本推理作家協会理事長に就任した。
推理小説を中心に非常に多くの小説を執筆した。推理小説以外にも時代小説、怪奇小説の作品がある。

## 推理小説

### 「少年タイムス」編集長シリーズ
- 『古墳殺人事件』 1948年 扶桑社 - 社会派の島田も、デビュー当初は「本格推理」色が強い。
- 『錦絵殺人事件』 1949年 扶桑社 - 本格推理の第二弾。

### 部長刑事シリーズ
- 『銀座殺人事件』 1962年（短編集） 春陽堂書店
- 『死者の紋章』 1978年 ポピュラー・ブックス
- 『紅の走査線』 1979年 東京文芸社 1979年、光風社文庫 1996年
- 『信号は赤だ』 1981年（短編集） 春陽堂書店
- 『捜査日誌』 1981年（短編集） 青樹社 - 庄司部長刑事がまだ所轄に勤務していた若き日の事件。

### 事件記者シリーズ
- 『社会部記者』1951年（短編集） - 「事件もの」最初期の作品集。
  - 「社会部記者（午前零時の出獄）」1951年 - 事件もの第一短編。「事件記者シリーズ」ならびに島田の社会派ミステリの原点。
- 『事件記者』 春陽堂書店 1962年、 徳間文庫 1986年[2]
- 『女事件記者』 春陽文庫 1962年
- 『朝刊記者』 春陽文庫 1982年
- 『警察記者』 春陽文庫 1982年
- 『湖底の囚人』 徳間文庫 1986年
- 『妖精の指』 徳間文庫 1986年

### 公安の加下千里シリーズ
- 『拳銃を磨く男』 徳間文庫 1981年[3] - 公安調査官・加下千里の第一長編。仮名・加下がニセ札偽造団に潜入し、次々に密輸ルートをあばいていく。
- 『夜を生きる男』 1981年
- 『白い十三階段』 桃源社 1981年 - 「白い十三階段」は、麻薬組織の第一段階・ケシなどの密栽培から、末端の売人に麻薬が渡るまでの複雑な流通ルートを指す。
- 『青い手の女』（中編集）

### 捜査官シリーズ
シリーズではあるが、基本的には登場人物や所属部署が作品ごとに異なっていて、一部の作品では登場人物や所属部署がほかの作品と関連している。
- 『科学捜査官』 光文社文庫 1984年 - 科学捜査研究所 特別捜査部次長 円城寺警部
- 『迷宮捜査官』 光文社文庫 1985年 - 警視庁捜査一課 継続捜査班主任 湯浅警部
- 『継続捜査官』 光文社文庫 1985年 - 警視庁捜査一課 継続捜査班班長 湯浅警部
- 『国際捜査官』 光文社文庫 1986年 - 警視庁捜査共助課 国際共助係長 大妻正彦警部
- 『現場捜査官』 光文社文庫 1986年 - 科学捜査研究所 特別捜査部次長 円城寺警部
- 『女捜査官』 光文社文庫 1986年 - 晴海署交通係 大浜政子巡査部長、塩路勝子巡査部長
- 『検視捜査官』 光文社文庫 1987年 - 晴海署交通係 大浜政子巡査部長、塩路勝子巡査部長
- 『広域捜査官』 光文社文庫 1987年 - 警視庁捜査一課 辺見正彦警部
- 『機動捜査官』 光文社文庫 1988年 - 第二機動捜査隊 四谷分駐所第二班長 大形警部
- 『特殊捜査官』 光文社文庫 1989年 - 警視庁捜査一課 第一特殊捜査班長 小月警視
- 『ミセス捜査官』 光文社文庫 1990年 - 警視庁捜査一課 三班付き補佐 山本浜子警部補
- 『在外捜査官』 光文社文庫 1991年 - 在シンガポール大使館 五木勝久一等書記官
- 『別動捜査官』 光文社文庫 1991年 - 警視庁捜査一課 二班班長 岩田警部（主任捜査官）
- 『新・科学捜査官』 光文社文庫 1992年 - 科学捜査研究所 特別捜査部次長 西大路勇彦警部
- 『特異犯罪捜査官』 光文社文庫 1993年 - 科学捜査研究所 特別捜査部次長 西大路勇彦
- 『遊撃捜査官』 光文社文庫 1993年 - 警視庁捜査一課 高木為吉部長刑事、公安部外事一課係長 高木多賀子警部
- 『首都・第九方面捜査官』 光文社文庫 1994年 - 警視庁捜査一課 第五班 松村部長刑事
- 『公安機動捜査官』 光文社文庫 1995年 - 公安機動捜査隊 新宿分隊 分隊長湯川警部、塩路部長刑事
- 『六本木捜査官』 光文社文庫 1995年 - 六本木署 刑事課 江頭部長刑事、竹内刑事
- 『死体鑑識捜査官』 光文社文庫 1995年 - 警視庁鑑識課 課長補佐 米野豊味検視官（警部）
- 『警視庁湾岸捜査官』 光文社文庫 1995年 - 警視庁捜査一課 特捜班 小林部長刑事、竹内刑事
- 『轢殺交通捜査官』 光文社文庫 1996年 - 警視庁交通部交通捜査課 捜査班 第三係主任／第三班長 川岸警部補
- 『特別鑑識捜査官』 光文社文庫 1996年 - 科学警察研究所 心理班長 大月津矢子技官
- 『特任女捜査官』 光文社文庫 1996年 - 警視庁捜査一課 特捜班 平光子巡査部長
- 『殺人撃滅捜査官』 光文社文庫 1996年 - 警視庁捜査一課 殺人専従捜査班班長 岩瀬警部
- 『女特攻捜査官』 光文社文庫 1997年 - 警視庁捜査一課 女性特攻隊隊長 村田亜矢子警部補
- 『伊豆・熱海特命捜査官』 光文社文庫 1997年 - 熱海署刑事課 課長西田警部、森崎部長刑事 静岡県警刑事部長 若林警視
- 『心因解剖捜査官』 光文社文庫 1998年 - 科学捜査研究所 心理班長 水上今日子主任技官
- 『国連捜査官』 天山文庫 1991年

### 鉄道公安官シリーズ
東京中央鉄道公安室の捜査班長・海堂次郎を主人公としたシリーズ。
- 『鉄道公安官』

### 鉄道警察隊シリーズ
警視庁鉄道警察隊の清村公三巡査部長を主人公とした全3作のシリーズ。
- 『走る捜査線』
- 『新宿発殺人特急』

### 首都高速パトロールもの
- 『東京ハイウェー』[5] 春陽文庫 1981年

### 秘密国際刑事警察機構（ＩＣＰＯ）もの
- 『0時間の男』（中編集） 講談社 1955年 - 一般人に成りすまして暮らしているＩＣＰＯの刈谷が、極秘任務を受け活躍する連作。
  - 「人狩り特急」
  - 「深海魚作戦」
  - 「金髪特攻隊」

### 南郷弁護士シリーズ
- 『上を見るな』 講談社「書き下ろし長編探偵小説全集 第5巻」として刊行 1955年
- 『その灯を消すな』 初出1957年 「宝石」、初刊行 1957年 桃源社
- 『事件弁護士』 初出1957年「宝石」、初刊行『屍蝋の市場』 1957年 光文社
- 『冥土の顔役』 初出1957年「面白倶楽部」、初刊行1958年 光文社
- 『悪魔の系図』 初出1958年「面白倶楽部」、初刊行1958年 光文社
- 『去来氏曰く』 1960年 桃源社「書き下ろし推理小説全集 第8巻」として刊行、1968年に『夜の指揮者』に改題
- 『黒い花束』 初出1959年「美しい十代」、初刊行1961年 光風社
- 『ふざけるな』 1970年 東京文藝社

### 赤い影の女シリーズ
- 『赤い影の女』 春陽文庫 1962年 - 赤いビニールのレインコートの美女が絡むファッション業界の殺人事件。
- 『赤い影の男』（中・短編集） 徳間文庫 1962年
- 『青衣の魔女』（中編集） 春陽堂書店 1976年
- 『冥土の顔役』 春陽文庫 1977年、光文社文庫 1988年 - 雨の中、赤いレインコートの女が行方不明になる。ゴム関連事件との繋がりを主人公は懸命に追う。
- 「梅雨夫人」 1977年

### ふるさとミステリーシリーズ
- 『有耶無耶岬殺人事件』 光文社 1984年 - 出羽の三崎関所に三本足のカラスが住んでいて、近くに手長足長がいるときは「ウヤ」と鳴き、いないときは「ムヤ」と鳴いたという伝説に因むふるさとミステリ第一弾。
- 『卑弥呼塚殺人事件』 光文社 1985年
- 『流しびな殺人事件』 光文社 1985年 - 山陰地方に伝わる流しびなに因む殺人事件。
- 『熱海伊豆山殺人事件』 光文社 1987年
- 『金色夜叉殺人事件』 光文社 1994年
- 『「好色一代男」殺人事件』 光文社 1999年

### ノンシリーズ
- 「山荘の絞刑吏」 1962年 - パット・マガーの『探偵を探せ』を連想させる倒叙ものと思わせて、ミスディレクションを仕掛けた異色中編。
- 『夜の火花』 桃源社 1977年
- 『人喰いの夜』 文華新書 1978年 - 大都会の裏側で乱舞する若者達を描く。
- 『赤い密室』 広済堂文庫 1991年 - TVドラマの撮影中、作り物のはずのダイナマイトが爆発、主演女優の重傷事件を捜査する刑事もの。
- 『炎の地図』 - バー放火事件を追う警視庁刑事と保険調査員。

（このほか、警察医もの、監察医もの等、社会派作品が多数。）

## 時代・怪奇小説

### 菊太郎事件控
- 『菊太郎事件控』 春陽文庫 1983年
- 『お腹拝見』
- 『お添い寝比べ』
- 『夢屋敷の女』

### 江戸の旋風シリーズ
- 『同心部屋御用帳』[6] 徳間文庫 2007年
- 『紅の小指』 春陽文庫
- 『位牌間男』
- 『恋道丁半』

### 姫シリーズ
- 『影姫参上』 コスミック・時代文庫 2011年
- 『風姫八天狗』 春陽文庫
- 『山姫道中記』 春陽文庫
- 『月姫血笑記』 春陽文庫
- 『月姫八賢伝』 徳間文庫 - 「水金火木土天地人」の鏡を持つ八人の女たちが、運命に導かれ出会い仲間を増やしていく。

### お耳役檜十三郎
- 『お耳役檜十三郎捕物帖』 光文社時代小説文庫
- 『お耳役秘帳』 春陽文庫

### 街道シリーズ
- 『竜巻街道』 春陽文庫
- 『黒雲街道』 春陽文庫

### その他
- 『天明むざん絵図』 春陽文庫
- 『闇の顔役』 春陽文庫
- 『競艶八剣伝』 春陽文庫
- 『十手を磨く男』 春陽文庫
- 『開化探偵帳』 春陽文庫
- 『東国竜虎伝』 春陽文庫
- 『刃影青葉城』 春陽文庫
- 『江戸巌窟王』 春陽文庫
- 『素浪人無惨帖』 春陽文庫
- 『江戸上方 同心双六』 春陽文庫
- 『斬り捨て御免』[7]コスミック・時代文庫 2014年

## ジュブナイル（少年・少女向け）作品
- 「なぞの暗号」 1948年 小学館 （『小学五年生』1948/7月号掲載ほか）
- 『黄金孔雀』 （『少女』掲載ほか） 「カラサワ・コレクション 4. 島田一男『黄金孔雀』」 2004年